# Броддус (Техас)
Броддус (англ. Broaddus) — місто (англ. town) в США, в окрузі Сан-Августин штату Техас. Населення — 184 особи (2020).

## Географія
Броддус розташований за координатами 31°18′18″ пн. ш. 94°16′12″ зх. д. / 31.30500° пн. ш. 94.27000° зх. д. (31.304974, -94.270039).  За даними Бюро перепису населення США в 2010 році місто мало площу 0,97 км², уся площа — суходіл.

## Демографія
Згідно з переписом 2010 року, у місті мешкало 207 осіб у 78 домогосподарствах у складі 56 родин. Густота населення становила 214 осіб/км².  Було 100 помешкань (104/км²).
Расовий склад населення:
| - 95,2 % — білих - 2,9 % — осіб інших рас |

До двох чи більше рас належало 1,9 %. Частка іспаномовних становила 2,9 % від усіх жителів.
За віковим діапазоном населення розподілялося таким чином: 27,1 % — особи молодші 18 років, 54,1 % — особи у віці 18—64 років, 18,8 % — особи у віці 65 років та старші. Медіана віку мешканця становила 40,3 року. На 100 осіб жіночої статі у місті припадало 99,0 чоловіків;  на 100 жінок у віці від 18 років та старших — 96,1 чоловіків також старших 18 років.
Середній дохід на одне домашнє господарство  становив 41 426 доларів США (медіана — 36 250), а середній дохід на одну сім'ю — 57 368 доларів (медіана — 50 500). За межею бідності перебувало 11,9 % осіб, у тому числі 11,5 % дітей у віці до 18 років та 14,3 % осіб у віці 65 років та старших.
Цивільне працевлаштоване населення становило 63 особи. Основні галузі зайнятості: освіта, охорона здоров'я та соціальна допомога — 30,2 %, транспорт — 22,2 %, будівництво — 19,0 %.